# Robert Lefèvre
Pour les articles homonymes, voir Lefèvre.
Robert Lefèvre, né le 24 septembre 1755 à Bayeux et mort le 3 octobre 1830 à Paris, est un peintre français. 
Pratiquant la peinture d’histoire, de compositions religieuses et de portraits, il est un concurrent indiscuté de Gros et de Gérard pendant toute la durée du Consulat, de l’Empire et de la Restauration. Il a été successivement le portraitiste de Louis XVI, du Premier Consul, de l’Empereur et des Bourbons de la Restauration:6.

## Biographie
Robert Lefèvre ayant très tôt montré des signes de son talent, son père, qui ne voulait pas le voir entrer dans la carrière d’artiste, l’a placé comme expéditionnaire chez un procureur de Caen, d’où il a fait un premier voyage, à pied, pour Paris, pour voir les tableaux de maître.
Revenu à Caen, sa vocation remportant sur la volonté de ses parents, il abandonne la basoche et vit en peignant des portraits et des enseignes de magasin. Sa réputation est suffisante à Caen, à Bayeux, et dans les localités du Cotentin pour qu’il soit appelé à exécuter une série de peintures décoratives en camaïeu dans les deux principales pièces du château au manoir La Motte d'Airel, de la famille de Marguerye.
En 1784, suffisamment à l’aise pour entreprendre son second voyage à Paris, il entre dans l’atelier que Jean-Baptiste Regnault, de l’Académie de peinture, venait d’ouvrir. Cette école, qui a longtemps été rivale de celle de David, pratiquait également « l’imitation de l’antique, mais avec une interprétation moins rigoureuse et moins froide. ».
Sa réputation a commencé avec la Dame en velours noir, qu’il a exposé au Salon de 1791. Le jury de 40 membres l’a mis au nombre des artistes qui se sont réparti le prix d’encouragement de 90 000 livres votée par la Constituante. Encouragé par ce premier succès, il en soumet neuf au Salon bisannuel de 1795, puis une série de sept portraits, dont celui d’un Artiste jouant la comédie, en 1796. En 1798, il présente plusieurs portraits et un tableau mythologique, l’Amour aiguisant ses flèches, qui lui avait déjà valu un prix d’encouragement dans un concours:25. 
Il produisait, en même temps, nombre de tableaux d’histoire ou de genre, restés dans son atelier ou vendus à des particuliers. Au concours de fructidor an VII, il a obtenu un nouveau prix d’encouragement, et a lui-même été nommé membre du Jury des Arts, à côté de David, Vincent et Regnault, pour la répartition des travaux d’encouragement. En 1805, il a été admis au nombre des membres de la Société philotechnique, sur un rapport de son secrétaire perpétuel, le publiciste Joseph Lavallée. Il a lui-même, par la suite, été sollicité pour rédiger des rapports sur certains de ses confrères sollicitant leur admission, dont le maître de l’école du paysage historique, Jean-Victor Bertin, et le peintre d’histoire Jean-Antoine Laurent:28.
Élève de Regnault, dont les principaux succès sont dus à des sujets mythologiques, il s’est tout d’abord essayé dans le même genre, mais ses envois aux Salons montrent qu’il s’est peu à peu dégagé de l’influence de son maître pour trouver sa voie. Dès 1796, il va consacrer son talent au portrait, genre par ailleurs plus profitable. Après la bataille de Marengo, il a eu un différend avec le pastelliste Joseph Boze, qui revendiquait un de ses tableaux:55.
Les portraits de Napoléon Ier, de Joséphine de Beauharnais, de Madame Bonaparte, de Marie-Louise, la princesse Pauline, le roi d'Espagne Joseph, Lucien Bonaparte, Louis, roi de Hollande, ont fait de lui un portraitiste en vogue attaché aux personnalités impériales. Ce que Napoléon, dont l’esthétique se bornait à admirer ce qui se rapprochait le plus, dans les arts, de la vérité d’imitation, appréciait le plus dans son talent était la ressemblance de ses portraits.

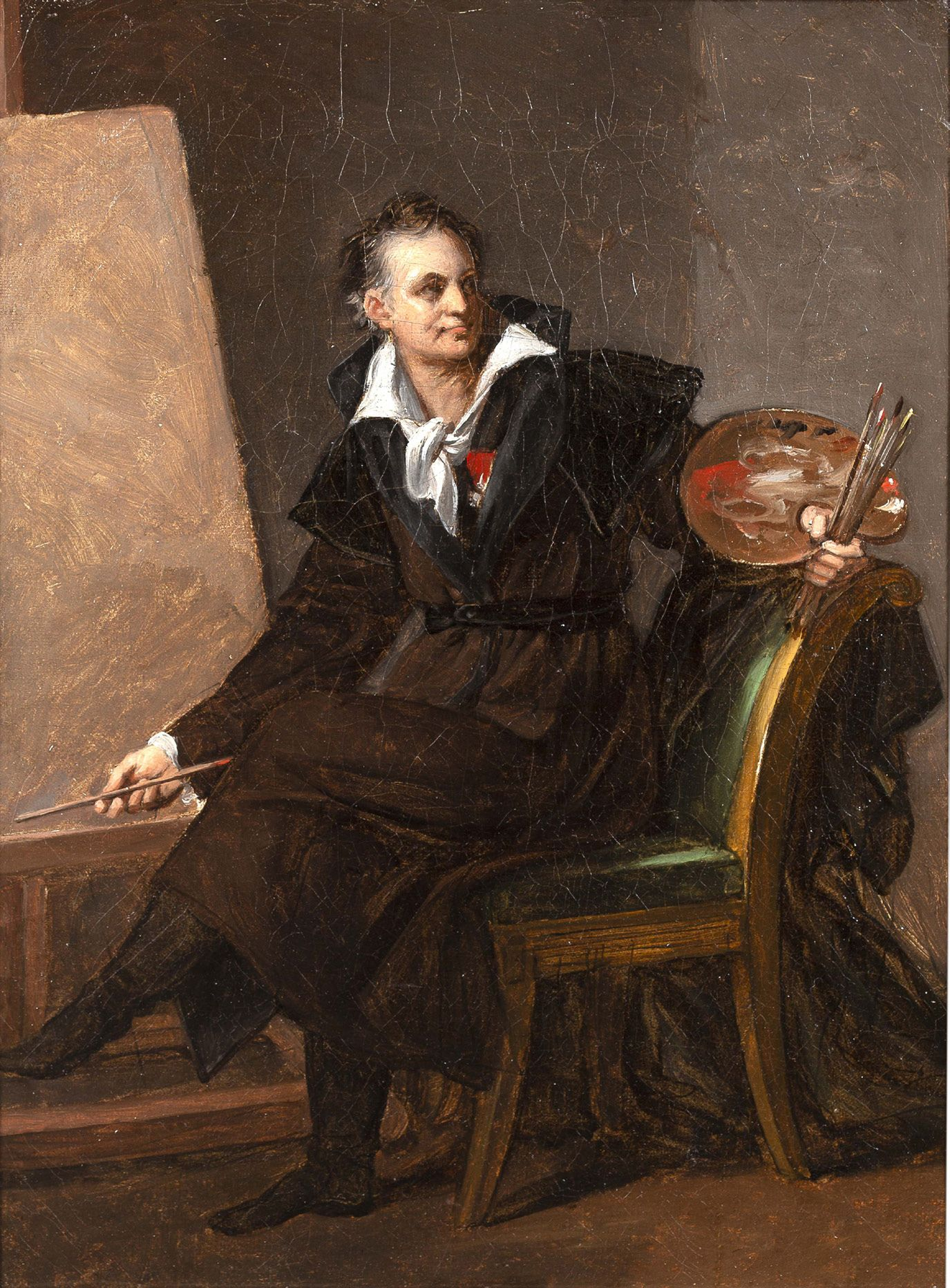
Autoportrait de l'artiste dans son atelier, après 1820, localisation inconnue.

La princesse Iekaterina Saltykova.

Sa vogue, comme portraitiste de souverains, était si solidement établie, qu’il n’a jamais eu jamais à souffrir des changements de gouvernement. Dès 1811, son œuvre faisait l’objet de contrefaçons. Après la chute de l’Empire, au lendemain de la Première Restauration, il a exposé, le 1er novembre 1814, au musée royal des Arts, le Portrait de Louis XVIII, pour la Chambre des pairs, exécuté sans séance et entièrement de mémoire. Au commencement de la Seconde Restauration des Bourbons, le Moniteur universel du 15 octobre 1816, annonçait qu’il avait été nommé premier peintre de la Chambre et du Cabinet du roi, statut que la Révolution de Juillet devait lui faire perdre. Quatre ans plus tard, le même journal annonçait, le 20 juin 1820, qu’il venait d’être nommé chevalier de la Légion d'honneur.
Les principaux, parmi le grand nombre de portraits qu’il a peints, sont ceux de Malherbe, de Guérin, de Carle Vernet, de Pie VII, de l’archi-trésorier Lebrun, duc de Plaisance, de Charles X, de la duchesse d’Angoulême, de la duchesse de Berry, de Charles-Pierre-François Augereau duc de Castiglione, et du graveur et directeur du Musée de Versailles Dominique Vivant-Denon, qui a été le véritable ministre des Beaux-Arts du Consulat et de l’Empire.

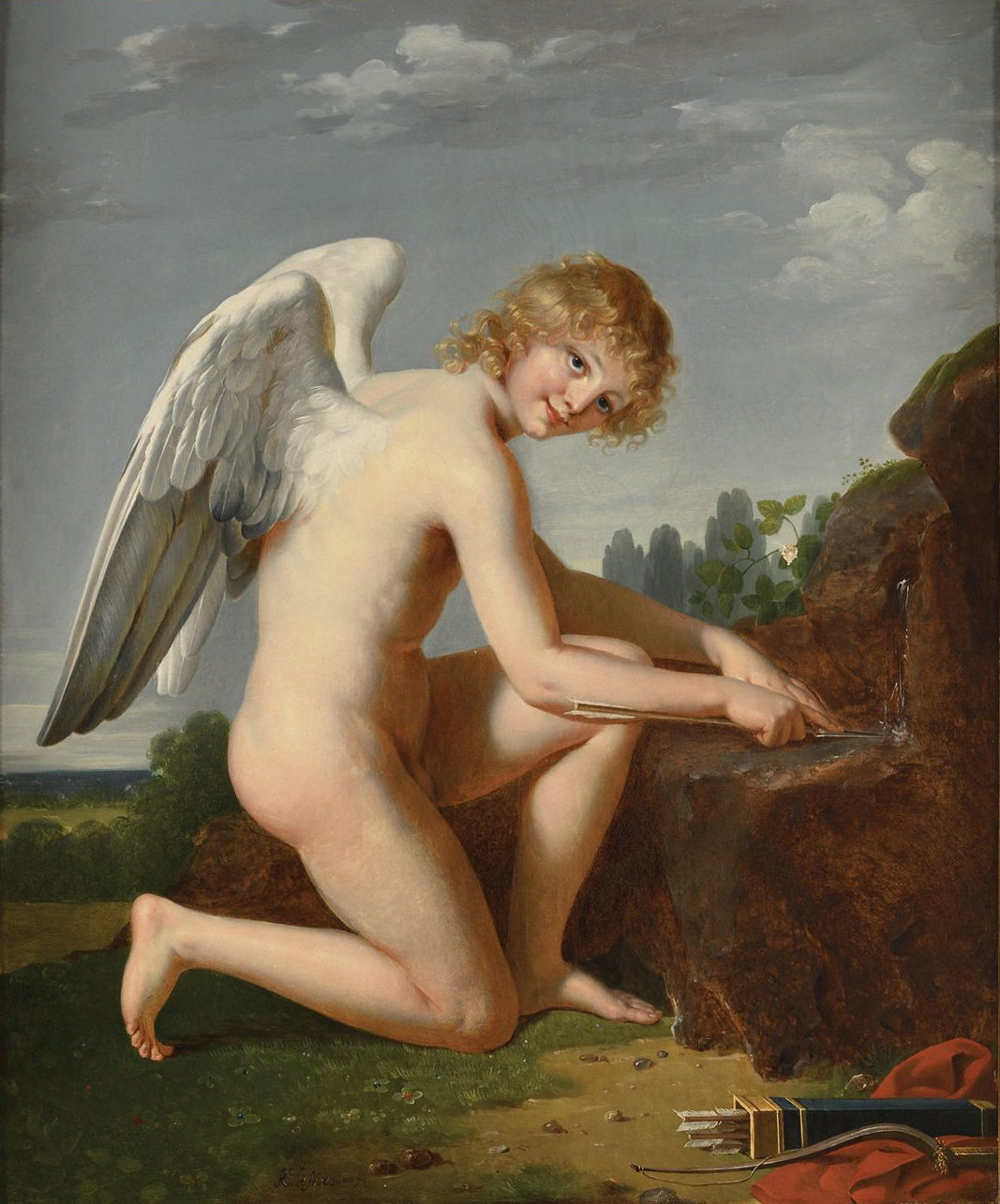
L'Amour aiguisant ses flèches (Salon de 1798), localisation inconnue.

Deux de ses tableaux mythologiques, l’Amour aiguisant ses flèches et l’Amour désarmé par Vénus,, ont été gravés par Desnoyers. Les plus célèbres de ses compositions dans le genre historique sont Phocion prêt à boire la ciguë, Roger délivrant Angélique, Héloïse et Abeilard, un Calvaire pour le Mont Valérien. Sa grande toile, L’Amour désarmé par Vénus, du musée du Louvre, a été reproduite dans Le nu ancien et moderne,.
Travaillant très vite, il était, en outre doué d’une grande mémoire qui lui a permis, en mainte occasion, d’obtenir une ressemblance complète sans avoir le modèle sous les yeux. C’est ainsi qu’il a reproduit, de mémoire, et avec fidélité, les traits du chansonnier Désaugiers et du duc de Berry, après leur mort:83.
Se plaignant fréquemment, de 1824 jusqu’à 1827, de douleurs de goutte ou de rhumatismes, dans sa correspondance avec son élève, Fanny Defermon, il terminait son dernier ouvrage : l’Apothéose de Saint Louis pour la cathédrale Saint-Louis de La Rochelle, au moment même où éclatait l’insurrection de Juillet. Des bandes armées passaient bruyamment sous les fenêtres de son atelier, situé au 3, quai d’Orsay, où il était assis devant son chevalet, pour prendre part à l’attaque du Louvre et des Tuileries. Le 29 juillet surtout, le combat a été terrible, des coups de feu retentissaient sur les deux rives de la Seine, et une balle perdue est venue briser l’une des vitres de la pièce où il travaillait, et a troué le grand tableau du Christ en croix, qui n’avait pas encore été livré aux missionnaires du mont Valérien. 
Déjà prédisposé au délire de la persécution, le peintre vieillissant a cru voir, dans cet incident dû au hasard de la bataille des rues, une attaque dirigée contre sa personne, voire une vengeance. Cet incident, ajouté au chagrin de perdre, avec le départ de la famille royale pour l’exil, tous les titres et tous les avantages qu’il tenait du gouvernement de Charles X, a eu raison de sa santé mentale et, dans un accès de désespoir, il s’est coupé la gorge. Les journaux qui ont annoncé les obsèques du « premier peintre du Cabinet du roi Charles X » ont évoqué les suites d’« une longue et douloureuse maladie », mais cette note, probablement communiquée par la famille, était destinée à masquer la vérité:118.
Il a eu trois fils. L’aîné, Hippolyte, né  en 1791,  Charles Paul né en 1792, inspecteur des douanes,  et le cadet, Jules, né vers 1795, tué à 18 ans à la bataille de Leipzig en 1813.
Il a été l’ami de Pierre-Narcisse Guérin, de Carle Vernet, de Jean-Victor Bertin, de Jan van Damme el, de Charles de Steuben, de Vèze, Jean-Pierre-Henri Élouis, Nourry, Fleuriau, Désaugiers:115.